# Echeveria pulvinata
Echeveria pulvinata (B.L.Rob. & Seaton) Rose, é uma espécie de planta suculenta pertencente a família das crassulaceae.
O gênero Echeveria foi nomeado em homenagem ao botânico mexicano do século XVIII, Atanasio Echeverría y Godoy. 

## Distribuição
Emdêmica da região do México, teve grande distribuição pelo mundo devido o fato de conseguir sobreviver em diversos climas.

## Descrição

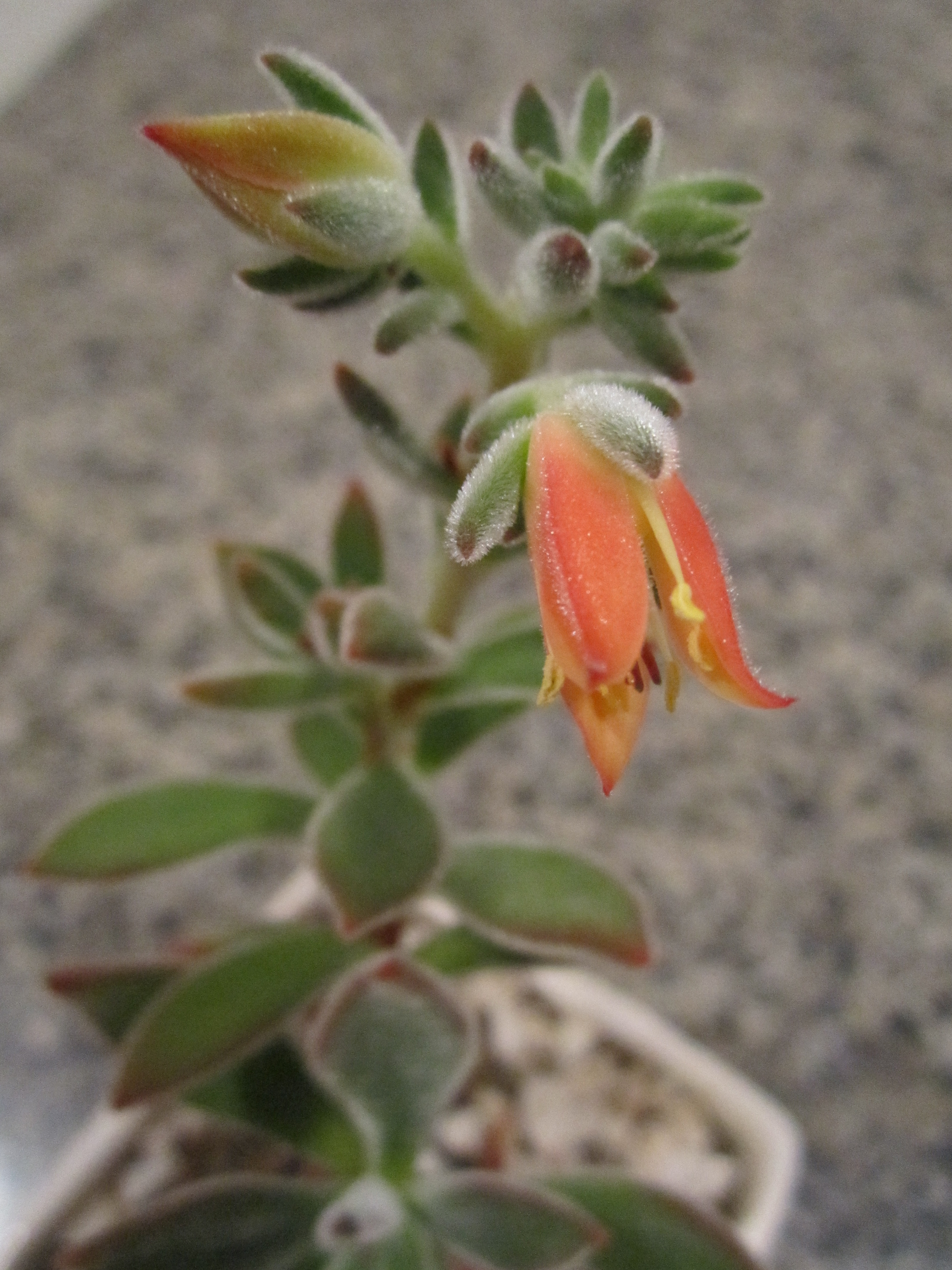
Detalhe de flor da suculenta Echeveria Pulvinata

É uma suculenta com folhas gordas e com uma fina pelagem. As flores possuem cores vermelhadas e alaranjadas com tons amarelos. Crescem com vários brotos nos topos da planta.

## Cultivo
Pode facilmente ser cultivada em casa. Se propaga rápido em climas quentes e em contato direto com o sol. São regadas a cada 15 dias em dias quente e em dias frios, a cada mês. Na primavera e início do verão, é o período de maior crescimento, neste período é que devem ser podadas se necessário.